# Klapki

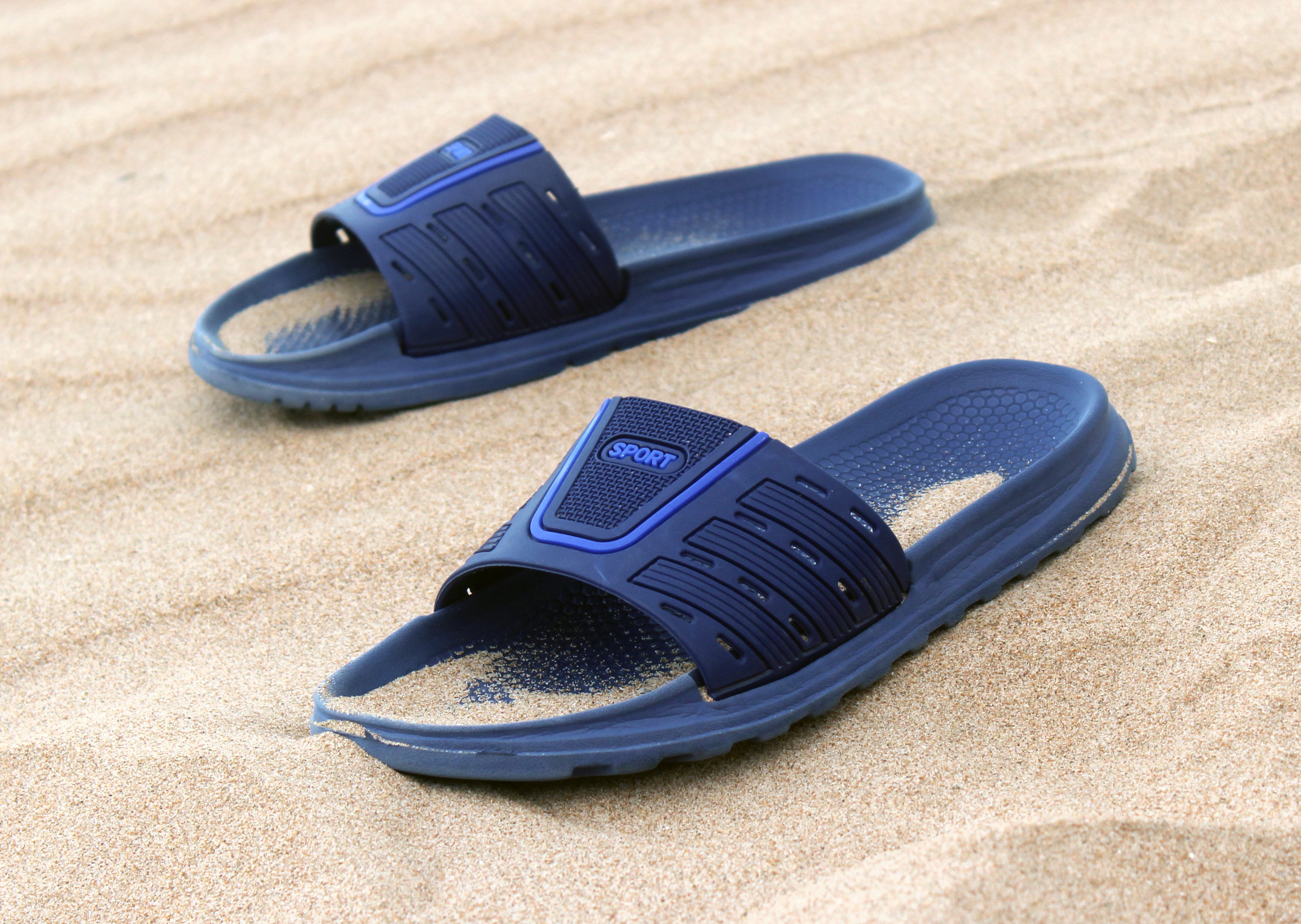
Klapki

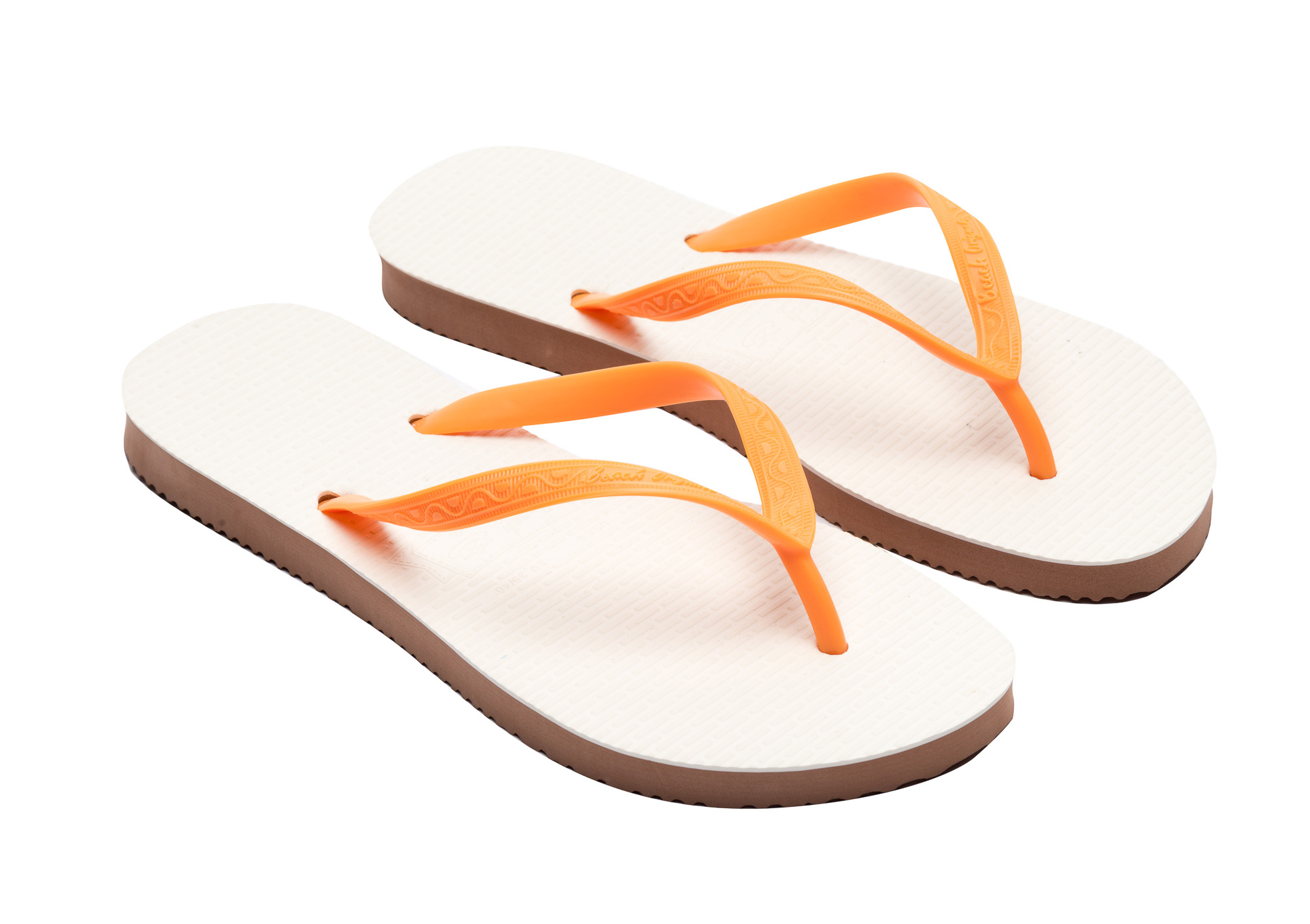
Japonki jeden z rodzajów klapek

Klapki – rodzaj lekkiego odkrytego obuwia składającego się z podeszwy utrzymującej się na stopie za pomocą paska (lub pasków).
Klapek charakteryzuje się odkrytą piętą i (często) palcami stóp. Często klapki trzymają się stóp jedynie za pomocą paska (o różnej szerokości) umiejscowionego pomiędzy palcami a śródstopiem. Nazwa klapki pochodzi od charakterystycznego odgłosu powstającego przy chodzeniu w niektórych rodzajach tych butów. Zasadniczą cechą wszystkich rodzajów klapek jest to, że nie trzymają pięty za pomocą cholewki, ani paska.
Na rynku popularne są klapki z wodoodpornych tworzyw sztucznych, używane np. na basenach, poza nimi spotykane są też klapki skórzane i z innych tworzyw naturalnych. 
Ze względu na sposób wykonania, popularną odmianą klapków stają się tzw. japonki, w których dwa paski przechodzą pomiędzy palcem dużym a następnym.